# Promswjasbank

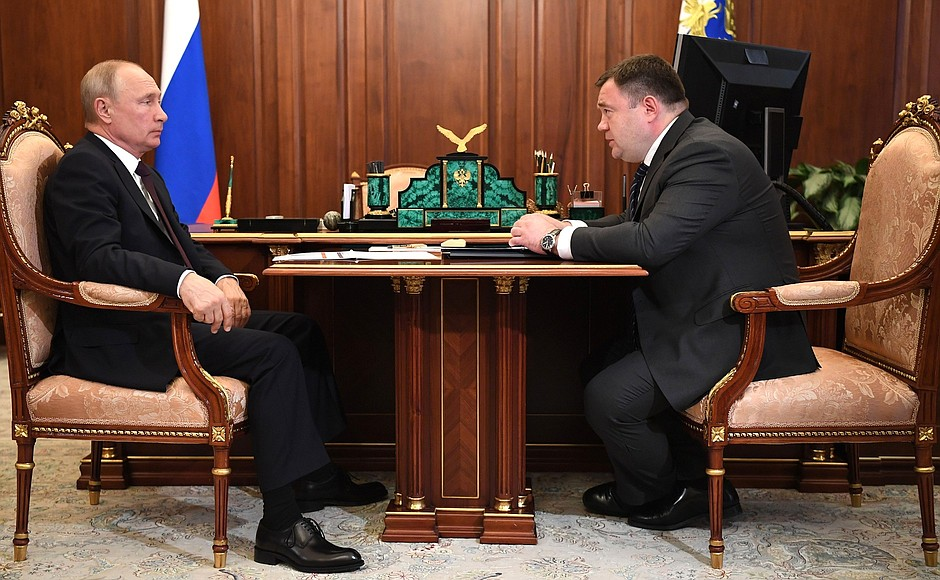
Putin und Fradkow (2020)

Die Promswjasbank PSB (russisch Промсвязьбанк) ist eine russische Bank, die vor allem den Mittelstand bedient. Sie gehörte zur Firmengruppe der Brüder Dimitri und Alexei Ananjew. 2017 wurde sie unter die Zwangsverwaltung der russischen Zentralbank gestellte und ist seither eine Spezialbank für staatliche Rüstungs- und Großaufträge.

## Geschichte
Die Promswjasbank wurde 1995 gegründet. Zum 1. Juli 2006 lagen die Vermögenswerte bei 130,8 Milliarden Rubel und das Eigenkapital bei 13,8 Milliarden Rubel. Das Aktienkontrollpaket gehört den Brüdern Ananjew; diese waren oder sind noch in anderen Branchen (IT, Massenmedien, Versicherung, Industrie und Immobilien) tätig. Im September 2006 wurde der Bank eine Aktienemission zugunsten der deutschen Commerzbank genehmigt, danach hielt die Commerzbank 15,32 Prozent der Anteile.
Die Promswjasbank galt Mitte 2006 als die zwölftgrößte Bank in Russland. Sie hatte damals etwa 4.000 Beschäftigte und 115 Filialen. 2012 verkaufte sie sie, rechtzeitig vor Beginn einer Rubelkrise.
Die Promswjasbank ist eine russische Aktiengesellschaft (Joint Stock Company):
- 50,034 Prozent werden von der Promswjas Capital B.V. (Niederlande) der Brüder Dimitri und Alexej Ananjew
- 11,75 Prozent werden durch die Europäische Bank für Wiederaufbau und Entwicklung gehalten.[5]

Zum Ende des Jahres 2017 musste die Bank, die, gemessen an den Vermögenswerten als das neuntgrößte Geldhaus des Landes zählt, mit einem großen Kapitalzuschuss durch die russische Zentralbank unterstützt werden.  Dmitri Ananjew, der Mehrheitseigentümer der privaten Bank, übergab die Kontrolle an die Währungshüter.
Am 28. Februar 2022 setzte die Europäische Union Vorstand Pjotr Fradkow im Zusammenhang mit dem Überfall Russlands auf die Ukraine 2022 auf eine schwarze Liste. Bereits zwei Tage zuvor war die Promswjasbank aus SWIFT ausgeschlossen worden.